# Expedição da Baía de Lady Franklin

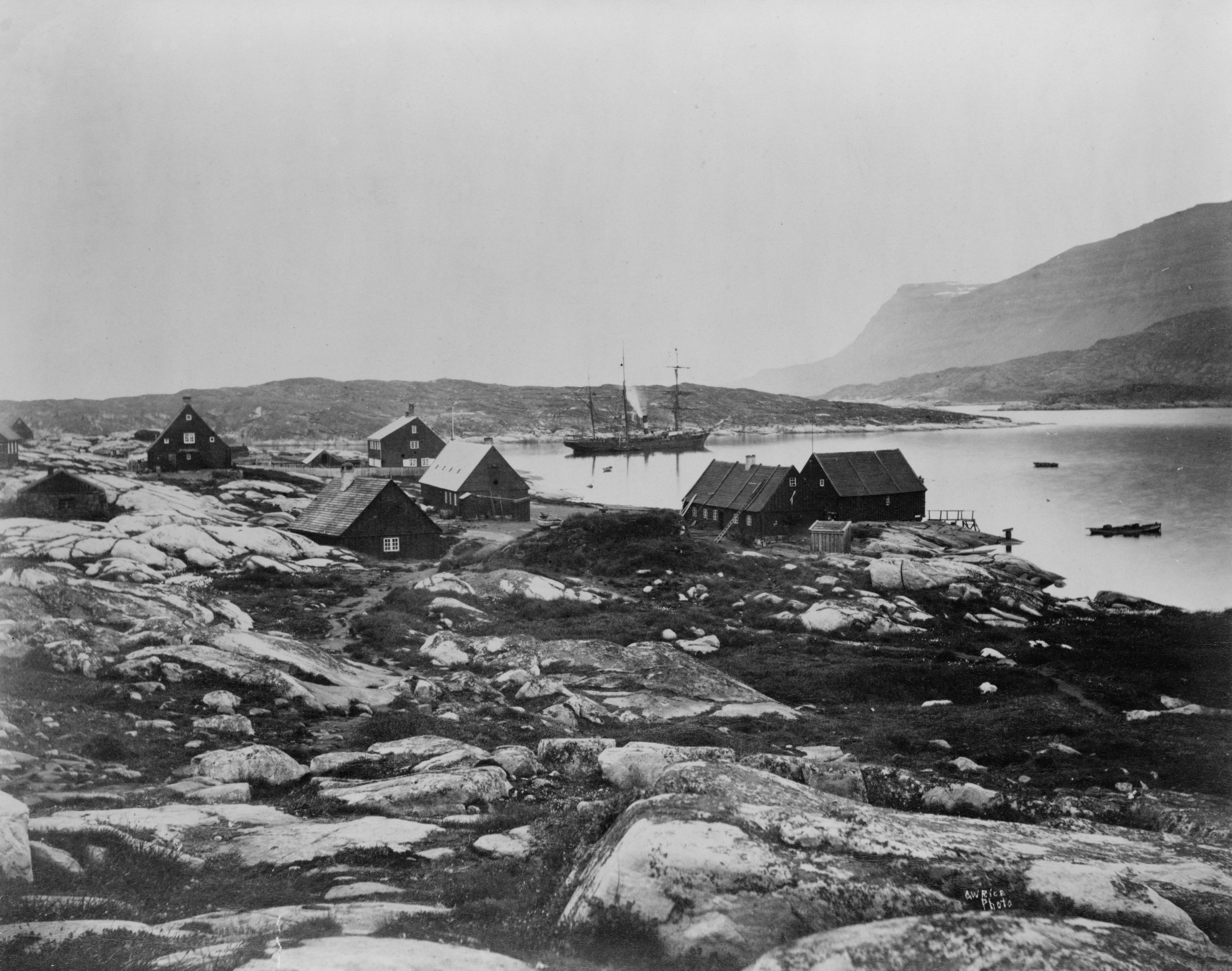
Proteus em um porto durante a expedição.

A Expedição da Baía Lady Franklin de 1881 - 1884 (oficialmente: Expedição Polar Internacional) ao Ártico canadense foi liderada pelo tenente Adolphus Greely e foi promovida pelo Signal Corps. A expedição tinha três objetivos: estabelecer uma base de observação meteorológica como parte do primeiro Ano Polar Internacional, para coletar dados astronômicos. Durante a expedição, dois integrantes marcaram um novo recorde no atingimento do norte longínquo.

## 1881
A expedição foi liderada pelo Tenente Adolphus Greely da Quinta Companhia de Cavalaria dos Estados Unidos, com o astrônomo Edward Israel e o fotógrafo George W. Rice e uma equipe de 21 oficiais. Eles navegaram no navio Proteus e atingiram St. John'sno início de julho de 1881. Em Qeqertarsuaq, Groelândia contrataram dois guias inuítes, assim como os médicos Dr. Octave Pavy e Dr. Clay que tinha continuado os estudos científicos em vez de voltar no Florence com o restante da expedição Howgate de 1880. O Proteus chegou sem problemas à Baía Lady Franklinem 11 de agosto, desembarcando homens e provisões, partindo em seguida. Nos meses seguintes, o Tenente James Booth Lockwood e o Sargento David Legge Brainard atingiram um novo recorde na marca do norte longínquo em83° 24′ N, 40° 46′ O, na costa norte da Groelândia. Sem o conhecimento de Greely, o verão tinha sido demasiadamente quente, o que levou a subestimar as dificuldades que as suas expedições de socorro teriam de enfrentar para chegar à Baía de Lady Franklin.

## 1883
Em 1883, novas tentativas de resgate do Proteus, comandadas pelo Tenente Ernest Garlington e o Yantic, comandado pelo Comandante Frank Wildes, falharam, com o Proteus se chocando contra o gelo.

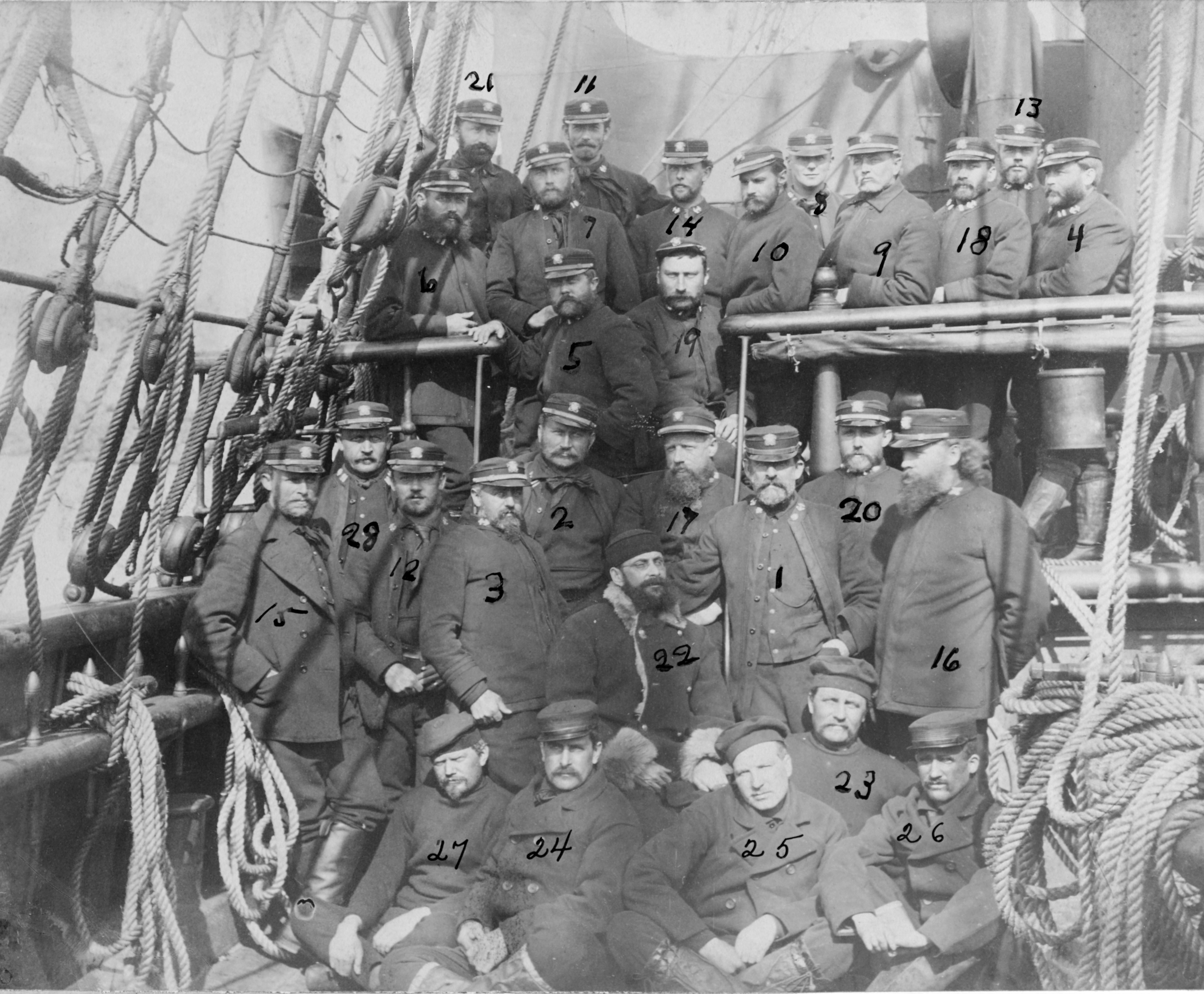
Os seis sobreviventes da Expedição Greely e a equipe de resgate da Marinha dos Estados Unidos em Upernavik, Groelândia, 2–3 de julho de 1884. Provavelmente fotografados a bordo do USS Thetis.

No verão de 1883, de acordo com as instruções para o caso de duas expedições de socorro consecutivas não chegassem ao Fort Conger, Greely seguiu rumo ao sul com sua equipe. Ele havia sido planejado que os navios de socorro deveriam depositar suprimentos ao longo do Estreito de Nares em torno do Cabo Sabine e na Ilha Littleton se fossem incapazes de chegar a Fort Conger. Mas como o Neptune não chegando tão longe e o Proteus afundado, na realidade, apenas com poucas provisões de emergência com 40 dias de abastecimento havia sido deixado em Cabo Sabine pelo Proteus.
Quando chegou em outubro de 1883, a temporada estava muito avançada para Greely tentar enfrentar a Baía Vaffin para chegar à Groelândia em botes pequenos ou se retirar para Fort Conger, então ele teve que enfrentar o inverno nesse local.

## 1884
Em 1884, o Secretário da Marinha, William E. Chandler, teve os créditos do planejamento da operação de resgate, comandada pelo Comandante Winfield Schley. Enquanto quatro navios (Bear, Thetis, Alert, e Loch Garry) chegavam à base de Greely em 22 de junho, apenas 7 homens sobreviveriam ao inverno. Os demais sucumbiram devido à inanição, hipotermia e afogamento, e um homem, foi executado por Greely devido à seguidos roubos da comida do grupo.

## Retorno

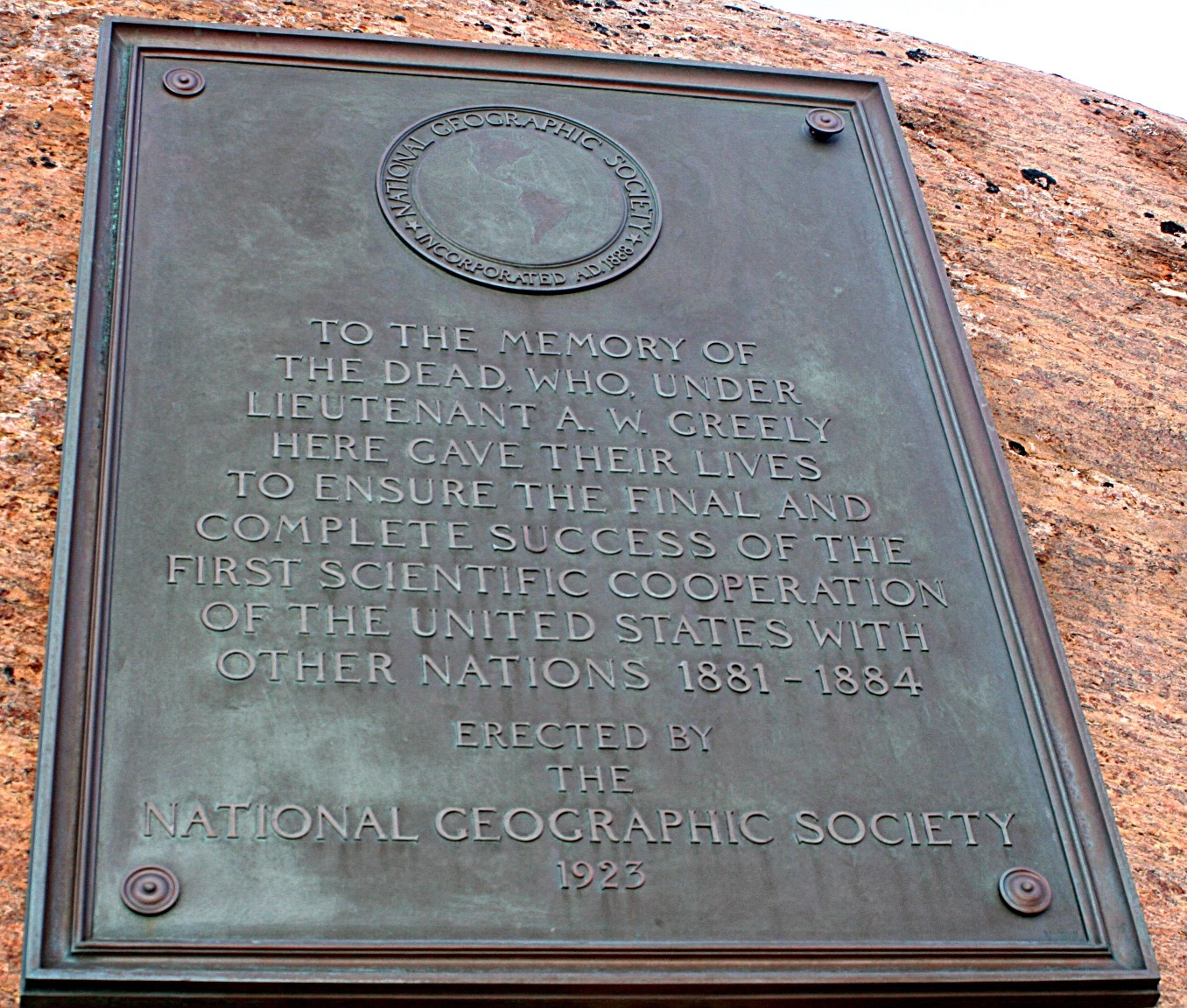
Placa em homenagem aos mortos na Expedição à Baía Lady Franklin (Ilha Pim, 2005)

Os sobreviventes da expedição foram recebidos como heróis. Uma parada foi organizada em Portsmouth. Foi decidido que cada um dos sobreviventes receberia uma promoção nas Forças Armadas, apesar de Greely ter recusado.

## Alegações de canibalismo
Rumores de canibalismo cercavam o retorno dos corpos daqueles que não sobreviveram à expedição. Em 14 de agosto de 1884, poucos dias depois de seu funeral, o corpo do Tenente Kislingbury, segundo no comando da expedição foi exumado e uma autópsia foi realizada. Observou-se que pedaços da carne foram cortados, o que aparentava confirmar a acusação. O Tenente Greely negou conhecer ou ter autorizado o canibalismo.